# Goera fijiana
Goera fijiana is een schietmot uit de familie Goeridae. De soort komt voor in het Australaziatisch gebied.